# Sebastian Prixner
Sebastian Prixner (Reichenbach, Alt Palatinat, 14 d'octubre, 1744 — Idem. 23 de desembre, 1799)
Va estudiar a Ratisbona, i va ser portat a l'abadia de Sant Emmeram allà el 1763 com a frater Sebastià, on va passar la resta de la seva vida, es va ordenar el 1768 i va ocupar diversos càrrecs a l'abadia, inclòs el de mestre de cor. A més de tenir fama com a excel·lent organista, Prixner es diu que va estudiar amb Joseph Riepel, mestre de capella a la cort del príncep de Thurn und Taxis; extractes de la mà de Prixner dels escrits de Riepel sobre teoria musical sobreviuen a BSB. Prixner també va compondre, encara que se sap poc de la seva obra per sobreviure. A part dels exemples del seu mètode d'orgue (l'obra citada aquí), les úniques obres conegudes són una missa en sol i un versicle Deus in adjutorum per a quatre veus i orgue
L'any 1789 va publicar un llibre d'ensenyament titulat Kann man nicht in zwei, oder drei Monaten die Orgel gut, und regelmäßig schlagen lernen? Mit Ja beantwortet und dargethan vermittelst einer Einleitung zum Generalbasse. Aquest escrit conté diverses regles i representacions gràfiques que estan dissenyades per a principiants en el baix figurat.